# Pseudolais
A Pseudolais a sugarasúszójú halak (Actinopterygii) osztályának harcsaalakúak (Siluriformes) rendjébe, ezen belül az óriásharcsafélék (Pangasiidae) családjába tartozó nem.

## Tudnivalók
A Helicophagus-fajok Délkelet-Ázsia és Indonézia édesvizeiben fordulnak elő. A legnagyobb példányaiknak hossza 35-100 centiméter között mozog.

## Rendszerezés
A nembe az alábbi 2 faj tartozik:
- Pseudolais micronemus (Bleeker, 1846)
- Pseudolais pleurotaenia (Sauvage, 1878)